# Порт-Гаванна
Порт-Гаванна — портовая деревня на острове Эфате в Вануату.

## Вторая мировая война
Благодаря угрозе со стороны Японского флота для островов адмирал Кинг разработал базовый план оккупации и обороны Эфате 20 марта 1942 года. Согласно его условиям, армия США должна была защищать Эфате и поддерживать обороноспособность вверенных ей судов и наземных укреплений. Задача ВМС США заключалась в следующем:
- строительство, управление и эксплуатация военно-морской базы, гидросамолётов и гавани;
- поддерживать армию при обороне острова;
- построить аэродром и по меньшей мере два отдалённых поля;
- предоставить средства для эксплуатации гидросамолётов[1].

25 марта 1942 года армия направила около 500 человек в Эфате из Нумеа для закладки Порт-Гаванны. первые военнослужащие военно-морского флота прибыли на Эфате уже 4 мая 1942 года.

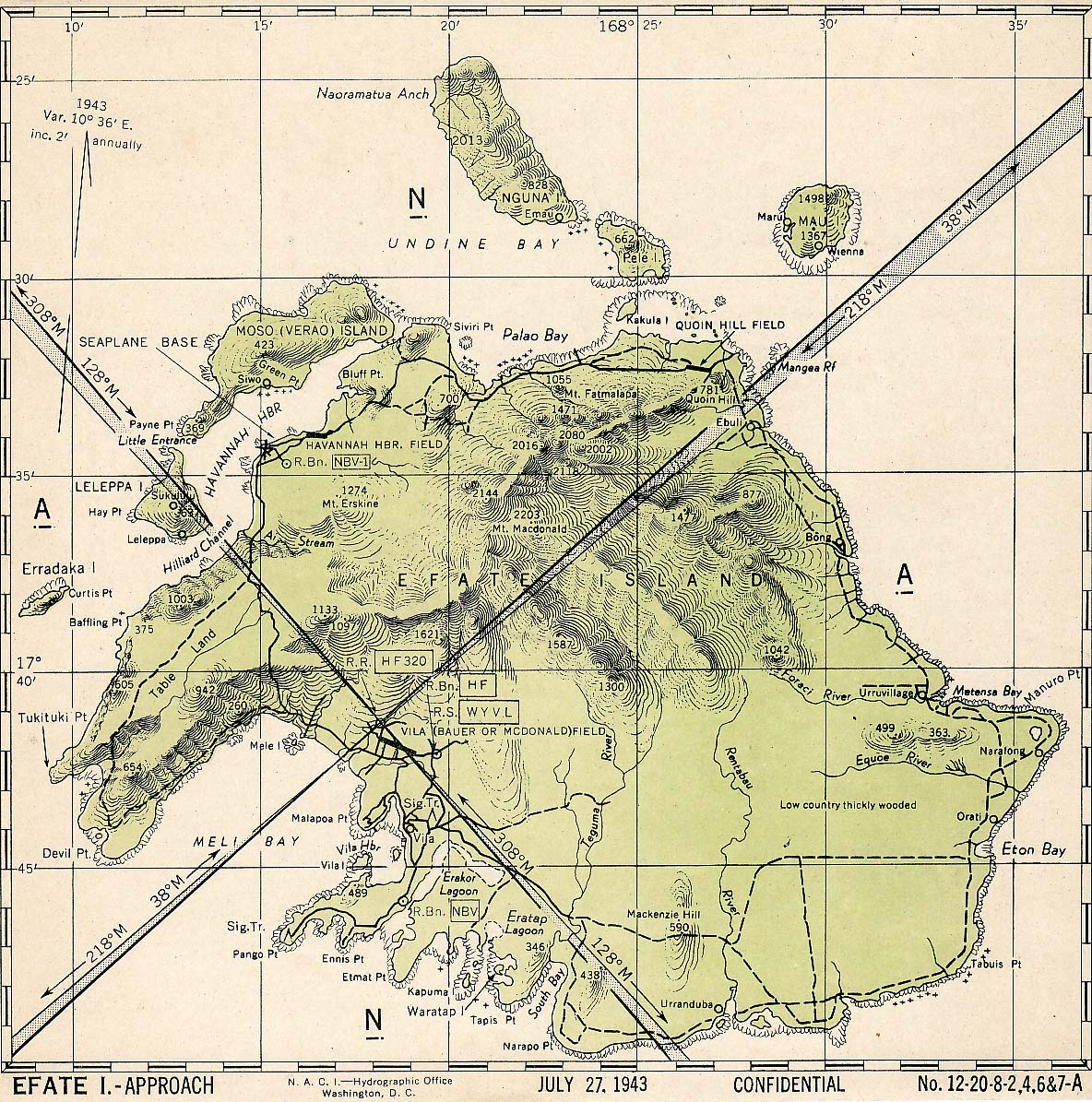
Карта острова Эфате, показывающая военные объекты на 27 июля 1943 года

### База гидросамолётов
Отряд строителей возвёл гидросамолетную базу для обслуживания эскадрильи Consolidated PBY Catalina. Seabees построили два гидросамолёта с кораллами, покрытые проволочной сеткой, и обеспечили буи для швартовки 14 гидросамолётов. К 1 июня PBY начали вылеты с новой базы, бомбардируя японские позиции на Гуадалканале. В дополнение к пандусам, двум небольшим причалам, одному гидросамолёту на 40 футов (20 м) на 100 футов (30 м), были построены четыре 5-литровым подземные бензобаки для самолётов и жилые помещения для 25 офицеров и 210 пилотов и обслуживающего персонала.

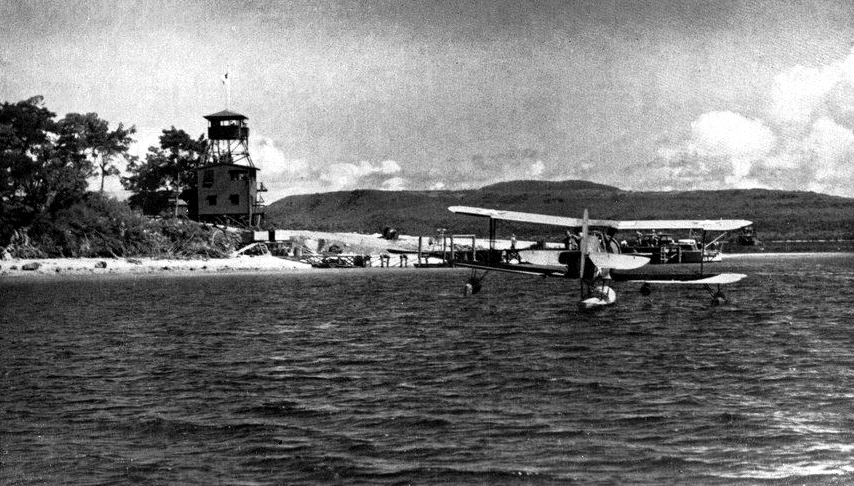
SOC Seagull в Порт-Гаванне. 1943 год

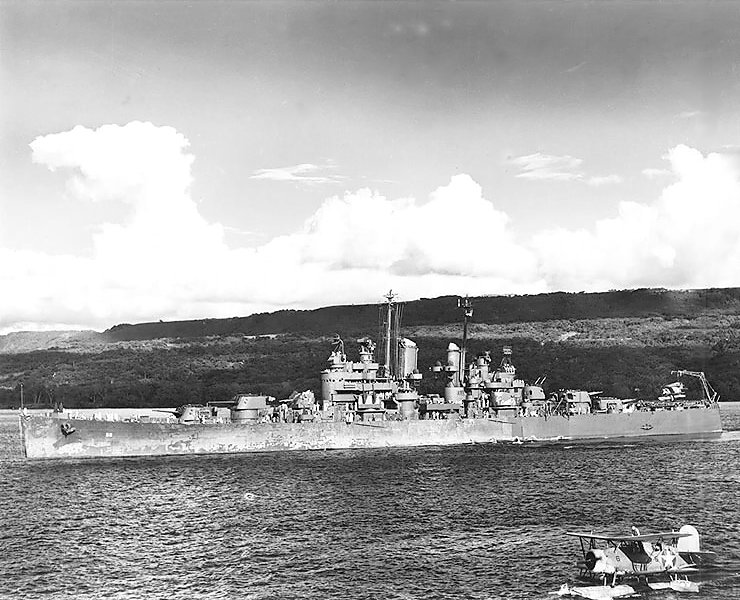
USS Denver (CL-58) входит в гавань 22 апреля 1943 года

В состав ВМС США, базирующихся на базе, входила эскадрилья VP-33 вплоть до японской капитуляции.
В конце 1942 года американцы построили взлётно-посадочную полосу аэродрома в Порт-Гаванне на высоте 300 футов (910 м) длиной 180 футов (55 м).